# Camponotus kopetdaghensis
Camponotus kopetdaghensis é uma espécie de inseto do gênero Camponotus, pertencente à família Formicidae.